# Eurimedonte
El río Eurimedonte, actualmente  río Köprü Çay, es un corto río de Turquía que discurre por el sur del país, por las provincias de  Isparta y Antalya, y desemboca en el   golfo de Antalya, en el mar Mediterráneo.
En su curso medio atraviesa por una profunda garganta de más de 400 m de altura, en el parque nacional Köprülü Kanyon.

## Historia
Pertenecía a la antigua Panfilia, región de Asia Menor sudoccidental, al noroeste de Chipre. Procedente de los montes de Pisidia, pasaba por la polis (ciudad) de Aspendo y, después de un recorrido de unos 150 km, desembocaba en el mar que bañaba las costas de Licia, en el golfo de Fasélide. Más arriba, a medio camino en la carretera a la antigua Selge, un puente romano se extiende por el valle del Eurimedonte.
Junto a su desembocadura tuvo lugar la famosa batalla del Eurimedonte, en torno al 467 a. C.

Con esta victoria comparable a Maratón y Salamina, el estratego ateniense Cimón demostró su extraordinario talento militar. Se anticipó a la flota persa-fenicia y la atacó en su propia base capturando o destruyendo 200 trirremes. 
Gracias a esta batalla se puso fin al dominio persa en aguas de Chipre y Asia Menor, lo que supuso un importantísimo éxito para la joven Liga de Delos
Cercana estaba la ciudad de Aspendo, que pasó a formar parte de la Liga de Delos.
En el año 190 a. C., una flota romana dirigida por Lucio Emilio Regilo derrotó a la flota seléucida de Antíoco III el Grande, dirigida por Aníbal, cerca del río. (Véase Batalla del Eurimedonte (190 a. C.))
Estrabón menciona un lago, que llamó Caprias, cerca de su boca aunque la zona es hoy un saladar.